# Coritiba FBC

Estádio Couto Pereira

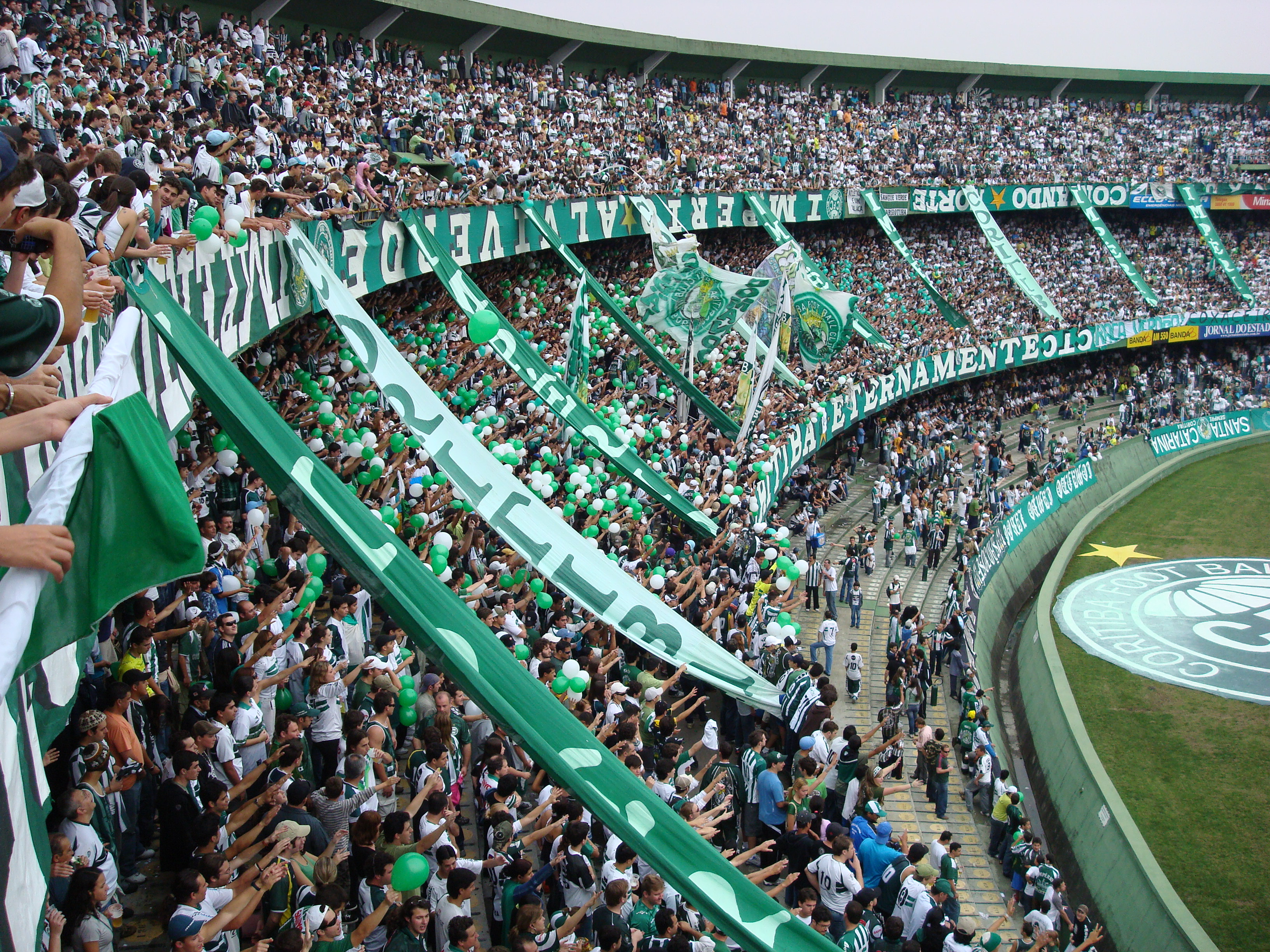

Coritiba Foot Ball Club, cunoscut simplu ca Coritiba or "Coxa Branca", este un club de fotbal din Curitiba, Paraná, Brazilia. Coritiba este cea mai veche echipă de fotbal stat și a devenit de 37 de ori campioana statului Paraná și o dată campioană a Braziliei.